# Rejon krupkowski
Rejon krupkowski (biał. Крупскі раён) – rejon w centralnej Białorusi, w obwodzie mińskim.